# Arturo Miranda
Arturo Lazaro Miranda (ur. 19 stycznia 1971 w Hawanie) – kanadyjski skoczek do wody. Uczestnik letnich igrzysk olimpijskich w Pekinie, medalista mistrzostw świata.

## Przebieg kariery
Debiutował w 2000 roku występem w zawodach Grand Prix rozgrywanych w Rostocku, gdzie zajął 12. pozycję w konkursie skoku z trampoliny 3 m. Trzy lata później był uczestnikiem mistrzostw świata, w ramach których wystąpił w dwóch konkurencjach – w konkurencji skoku z trampoliny 1 m zajął 24. pozycję, w konkurencji skoku z trampoliny z wysokości 3 m zaś zajął 28. pozycję. Dwa lata później na mistrzostwach świata w Montrealu osiągnął nieco lepsze rezultaty, w konkurencji skoku z trampoliny 3 m zajął indywidualnie 11. pozycję, natomiast synchronicznie zajął 16. pozycję. W 2006 został złotym medalistą igrzysk Wspólnoty Narodów w konkurencji skoku synchronicznego z trampoliny 3 m.
W 2007 wywalczył tytuł wicemistrza świata podczas mistrzostw w Melbourne w konkurencji skoku synchronicznego z trampoliny 3 m, w tej samej imprezie sportowej zajął 21. pozycję w skoku z trampoliny 3 m solo. Brał udział w igrzyskach panamerykańskich rozgrywanych w Rio de Janeiro, na których zdobył brązowy medal w skoku synchronicznym z trampoliny 3 m.
Po raz ostatni na arenie międzynarodowej pojawił się podczas igrzysk olimpijskich w Pekinie. Razem z Alexandre Despatie przystąpił do zmagań w konkurencji skoku synchronicznego z trampoliny z wysokości 3 m – kanadyjski duet ustanowił tam wynik 409,29 pkt i zajął 5. pozycję.